# 趙俊 (明朝工部尚書)
趙俊（？—？），祖籍不详，明朝政治人物。
其从工部侍郎升任工部尚书，负责补修国子监。洪武十七年，被免辞职。